# NGC 511
NGC 511 (други обозначения – UGC 936, MCG 2-4-33, ZWG 436.37, IRAS01210+1101, PGC 5103) е елиптична галактика (E) в съзвездието Риби.
Обектът присъства в оригиналната редакция на „Нов общ каталог“.